# دانشگاه شیناواترا

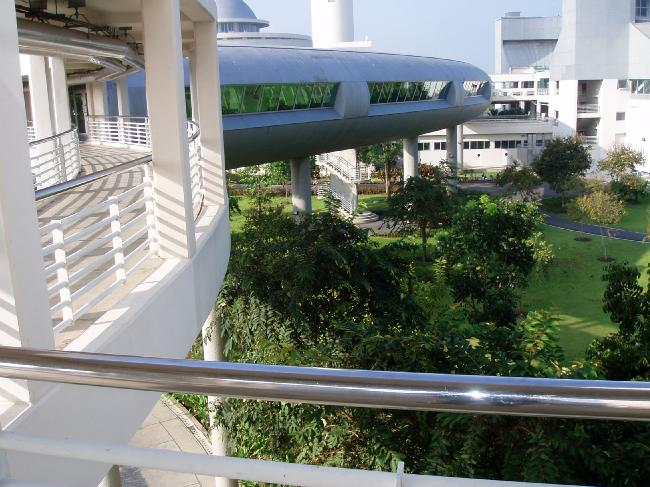

دانشگاه شیناواترا (SIU) یک دانشگاه بین‌المللی خصوصی در تایلند است که توسط تاکسین شیناواترا و همکارانش تأسیس شده‌است. وزارت دانشگاه‌ها مجوز بهره‌برداری را در سال ۱۹۹۹ اعطا کرد. اولین جلسه شورای دانشگاه شیناواترا در ۱۹ می ۲۰۰۰ برگزار شد و اولین دسته از دانشجویان در سپتامبر ۲۰۰۲ پذیرفته شدند. در سال ۲۰۱۸ این دانشگاه دارای دانشجویان و اعضای هیئت علمی از بیش از ۳۰ ملیت بود.